# هولند (آیووا)
هولند (به انگلیسی: Holland) شهری در ایالت آیووا کشور ایالات متحده آمریکا است که جمعیت آن در سرشماری سال ۲۰۱۰ میلادی، ۲۸۲ نفر بوده‌است.